# (86177) 1999 RY215
(86177) 1999 RY215, também escrito como (86177) 1999 RY215, é um objeto transnetuniano (TNO) que está localizado no cinturão de Kuiper, uma região do Sistema Solar. Ele possui uma magnitude absoluta de 7,1 e tem um diâmetro com cerca de 263 km ou 233 km. O astrônomo Mike Brown lista este objeto em sua página na internet como um candidato a possível planeta anão.

## Descoberta
(86177) 1999 RY215 foi descoberto no dia 8 de setembro de 1999 em Mauna Kea.

## Órbita
A órbita de 2004 TV357 tem uma excentricidade de 0,234 , possui um semieixo maior de 45,038 UA e um período orbital de cerca de 307 anos. O seu periélio leva o mesmo a uma distância de 34,515 UA em relação ao Sol e seu afélio a 55,561 UA.